# Louis Souvet
Louis Souvet, né le 19 octobre 1931 à Grozon (Jura) et mort le 29 juin 2020 à Trévenans (Territoire de Belfort), est un homme politique français.

## Carrière politique
Louis Souvet est membre du RPR puis de l'UMP, ancien cadre chez Peugeot, président de la communauté d'agglomération du pays de Montbéliard de 1989 à 2008 et sénateur du Doubs de 1980 à 2008.
En 1987, il est élu vice-président du groupe RPR du Sénat.
En 2007, il est nommé membre du comité de suivi du plan de cohésion sociale.
Le 13 mai 2010, il reçoit la médaille de la Légion d'honneur des mains de Rama Yade, Secrétaire d'Etat aux Sports dans le gouvernement de Nicolas Sarkozy.

### Mort
Atteint de la maladie de Parkinson depuis de nombreuses années, Louis Souvet s'éteint le 29 juin 2020 à l'hôpital Nord Franche-Comté de Trévenans.

## Distinctions
- Chevalier de la Légion d'honneur

## Détail des fonctions et des mandats
- Maire d'Exincourt de 1965 à 1989
- Maire de Montbéliard de 1989 à 2008[6]
- Sénateur du Doubs de 1980 à 2008
- Président de la communauté d'agglomération du pays de Montbéliard de 1989 à 2008
- Vice-président de la commission des affaires sociales depuis 1986
- Vice-président du conseil régional de Franche-Comté, chargé des affaires économiques de 1982 à 1989

## Activités
- Membre du groupe d'étude Artisanat et services, du groupe d'études sur l'automobile, du groupe d'études Nouvelles technologies, Médias et société, du groupe d'études sur les voies navigables.
- Membre du Conseil national des politiques de lutte contre la pauvreté et l'exclusion sociale
- Membre du Conseil d'orientation pour l'emploi